# Vor Frue Kirke (København)
 For alternative betydninger, se Vor Frue Kirke. (Se også artikler, som begynder med Vor Frue Kirke)
Vor Frue Kirke i København er domkirke i Københavns Stift. Det har den været siden stiftets oprettelse i 1922. Kirken er tilegnet Jomfru Maria, som især tidligere også blev kaldt Vor Frue. Der har været en kirke på stedet siden det 12. århundrede, men kirkebygningen er brændt og genopbygget flere gange. Tre gange har den været brændt helt ned til grunden og er efterfølgende erstattet af en ny bygning. Den nuværende kirke er bygget i begyndelsen af det 19. århundrede i klassicistisk stil.

## De tidligere kirker

### Første kirkebygning
Vor Frue Kirke er opført på Nørregade i hjertet af byen. Den tidligste hentydning til kirken findes i et dokument, udfærdiget af Absalon i 1185, der kvitterer for modtagelse af tiende til bygning og udsmykning af "den hellige Marias kirke". Men først i ca. 1200 var Vor Frue Kirke klar til indvielse. Det menes at være sket i marts på Mariæ bebudelsesdag, og denne dag i kirkeåret holdes stadig i hævd som kirkens fødselsdag. Denne kirke var opført på byens højeste punkt og bygget af kridtsten.
Den nye kirke fik status som kollegiatkirke til Roskilde Domkirke og blev udstyret med et stort præsteskab: dekan, kanniker og vikarer. Der blev også knyttet en domskole, Vor Frue Skole, til kirken. De såkaldte domskoler blev efter reformationen overtaget af staten og omdøbt til latinskoler.

### Anden kirkebygning
I 1314 blev denne kirkebygning hærget så voldsomt af en brand, at der blev bygget en ny kirke. Denne gang blev den opført i teglsten, der var et mere moderne materiale.
Da København senere fik status som hovedstad af Erik af Pommern og voksede i størrelse, blev kirken gjort til kongens hovedkirke. Den havde været brugt af kongerne tidligere. I 1363 fandt et kongeligt bryllup mellem Valdermar Atterdags datter Margrete og den norske kong Håkon den 6. sted her. Men kongekroningerne, der begyndte i 1170, havde der hidtil været tradition for at foretage i forskellige kirker i riget, og Christoffer af Bayerns kroning i 1443 fandt f.eks. sted i Ribe Domkirke. Hans dronning, Dorothea af Brandenburg, blev efter vielsen i 1445 som den første nogensinde kronet i Vor Frue Kirke. Hun kom oven i købet til at opleve det igen fire år senere, da hun som enkedronning blev viet til kong Christian 1. i kirken i 1449 med efterfølgende kroning af dem begge.
Da Københavns Universitet blev oprettet i 1479, blev Vor Frue Kirkes dekan rektor for universitetet, kannikerne udgjorde universitetets lærerstab, og domskolen lagde som en start lokaler til universitetet.

### Tredje kirkebygning
Under Københavns brand 20. oktober 1728 udbrændte kirken igen i en sådan grad, at den måtte erstattes af en ny bygning. Dens gotiske kirketårn knuste i sit fald ikke blot kirketaget og alt inventar, men også kisterne under kirkegulvet blev smadret. Men byggeriet gik hurtigt, og allerede i 1738 kunne man indvi den nye kirkebygning, med tårnet på Vor Frue Kirke der var 120 meter højt (det nuværende tårn er kun 58,5 meter højt) og kunne ses halvvejs til Roskilde. Men denne kirke fik den korteste levetid af dem alle, da det blev nedskudt under englændernes bombardement i 1807 og medførte kirkens totale nedbrænding.

## Den nuværende kirke
Kirken blev endnu engang nyopført. Denne gang i klassicistisk stil under ledelse af arkitekten C.F. Hansen. Det lykkedes at genanvende dele af det gamle murværk, herunder tårnet, og kirken blev indviet i 1829.
Vor Frue Kirke blev domkirke i Københavns Stift i 1922.

### Udsmykning
Thorvaldsens Kristus og de Tolv Apostle dominerer kirkens indre. Udvendigt skildrer indgangens tympanon Johannes Døberens prædiken. Centralt overfor kirkens indgang står en obelisk.

## Kongelige begivenheder i kirken
| Person(er)                                                              | Dato              | Handling          |
| ----------------------------------------------------------------------- | ----------------- | ----------------- |
| Margrete og Håkon den 6.                                                | 9. april 1363     | Bryllup           |
| Christian 1. og enkedronning, kommende dronning Dorothea af Brandenburg | 28. oktober 1449  | Kroning og vielse |
| Christian 3.                                                            | 12. august 1537   | Kroning           |
| Frederik 2.                                                             | 1559              | Kroning           |
| Christian 4.                                                            | 29. august 1596   | Kroning           |
| Frederik 3.                                                             | 23. november 1648 | Kroning           |
| Kronprins Frederik og kronprinsesse Mary Elisabeth Donaldson            | 14. maj 2004      | Vielse            |

## Kirkens musikliv
Orgelspillet i domkirken varetages af domorganist Hanne Kuhlmann, 2. organist Mark Baumann samt 3. organist Lindy Rosborg.
Sangen i Vor Frue Kirke varetages dels af et professionelt voksenkor, Vor Frue Kantori, dels af Københavns Drengekor.
Mange kender Vor Frue Kantori fra morgenandagterne, som transmitteres af radioens P2 Musik og på DR K mandag til fredag kl. 8.05 og lørdag kl. 8.07. Herudover synger koret ved de fleste højmesser, samt alle øvrige gudstjenester og kirkelige handlinger. Der er 16 professionelle sangere ansat i Kantoriet. På de fleste søndage fra september til maj, er der drenge fra Københavns Drengekor (5. klasse), der under ledelse af domkantor Ebbe Munk synger til højmesserne sammen med herrerne fra Vor Frue Kantori. Både Vor Frue Kantori og Drengekoret giver desuden koncerter og medvirker ved musikgudstjenester og vespere.
I de fleste af årets måneder er der lørdage kl. 12.00 orgelmatiné med en halv times orgelmusik. I juli og august er det større koncerter af ca. en times varighed og med et internationalt tilsnit.
Under Copenhagen Jazz Festival afholder kirken populære jazzmesser, hvor jazzbassisten Chris Minh Doky med band står for musikken.

## Inspiration fra antikken
Vor Frue Kirke er bygget efter den doriske orden. De seks søjler på Vor Frue Kirkes portico er alle placeret direkte på krepis, som består af et stereobat, det nederste trin, og et stylobat, det øverste trin. Søjlerne har alle kannelurer, hvilket giver dem et smalt udseende. I toppen af søjlerne er et anuli, og lige ovenover et kapitæl bestående af et lidt rundet echinus samt en fladpresset og meget kantet abakus. Oven på kapitælet ses et arkitrav med guttaeer og taeniaer, og ovenover det en frise bestående af metoper og mutulier. Gavlen er udsmykket med relieffer af Jesus der står og prædiker. Søjlerne på Vor Frue Kirke kan sammenlignes med søjlerne på Heratemplet og Athernernes skatkammer i Delfi. På alle tre bygninger er søjlerne inspireret af den doriske orden med dybe riller og anuli, som er udformet på samme måde – tykkest i bunden, tyndes i toppen. Derudover har de alle tre et næsten ens kapitæl, der består af et blødt afrundet echinus der går op i en flad presset og meget kantet abakus. Kasetteloftet i kirken er inspireret af Pantheon i Rom. Pantheon har dannet moden til mange kirker. Buen i kirken er romersk.
Arkitekten, C. F. Hansen, er blevet inspireret af den romerske arkitektur, dette ses på de store søjler samt buen for enden.

## Eksterne kilder
- Wikimedia Commons har flere filer relateret til Vor Frue Kirke (København)
- Vor Frue Kirke – Domkirkens officielle hjemmeside Arkiveret 3. september 2006 hos  Wayback Machine
- Kjøbenhavns Kirker og Klostre i Middelalderen : Vor Frue Kirke Arkiveret 5. september 2005 hos  Wayback Machine
- Vor Frue Kirke i Kjøbenhavn Før og Efter Branden i Aaret 1807 Arkiveret 30. august 2005 hos  Wayback Machine
- Vor Frue Kirkes natkirke
- Vor Frue Kirke hos KortTilKirken.dk
- Vor Frue Kirke Arkiveret 1. december 2017 hos  Wayback Machine hos danmarkskirker.natmus.dk (Danmarks Kirker, Nationalmuseet)